# Ahvenjärvi (sjö i Muhos, Norra Österbotten, Finland)
Ahvenjärvi och Pikku Ahvenjärvi, eller Ahvenjärvet är sjöar i Finland. De ligger i kommunen Muhos i landskapet Norra Österbotten, i den centrala delen av landet, 500 km norr om huvudstaden Helsingfors. Ahvenjärvet ligger 94,1 meter över havet. Arean är 30,5 hektar och strandlinjen är 2,53 kilometer lång. Sjön  ingår i Uleälvens huvudavrinningsområde.   I omgivningarna runt Ahvenjärvi växer i huvudsak barrskog.